# QRIO
QRIO (Quest for cuRIOsity) е двуног хуманоиден робот създаден от Сони след успеха на първата им подобна играчка – AIBO. Изправен QRIO е висок 0,6 m и тежи 7,3 kg.
Лозунгът на робота е „Makes life fun, makes you happy“ (Прави живота забавен, прави те щастлив).
На 26 януари 2006 г. на същия ден, в който Сони обявяват че спират производството на AIBO и другите подобни продукти, е обявено и прекратяването на разработката на QRIO. Преди спирането на работата върху QRIO, той е преминал през многобройни модификации и тестове.
Хуманоидният робот може да разпознава гласове и лица и това му дава възможност да запомня хора и техните предпочитания. Във видеоклип на сайта на робота се вижда как той разговаря с няколко деца. QRIO може да бяга със скорост 23 cm/s и е записан в рекордите на Гинес (издание от 2005 г.) като първия двуног робот способен да бяга (което се дефинира като движение докато и двата крака са стъпили на земята едновременно). Четвъртата генерация батерии предвидени за QRIO издържат около 1 час.
Прототипите са разработени от Sony Intelligence Dynamics Laboratory, Inc. Не се знае колко прототипа съществуват. Десет са виждани да изпълняват танц заедно. Това е потвърдено от представител на Сони в бостънския музей на науката. Много видеоклипове, които показват това, могат да бъдат открити в интернет.

## Външни преапратки
- Четири робота QRIO изпълняват различни танци.